# Donaciinae
Los donacinos (Donaciinae) son una subfamilia de coleópteros de la familia de los crisomélidos. Se caracterizan por sus largas antenas. Se encuentran principalmente en el hemisferio norte, con unas pocas especies en el hemisferio sur.
Las hembras ponen huevos entre los tallos de plantas acuáticas. Las larvas se aferran a las raíces y tallos subacuáticos de sus plantas huéspedes, especialmente Potamogeton. Los adultos viven en la vegetación que rodea a arroyos, charcos o lagunillas.

## Géneros
- Donacia
- Donaciella
- Macroplea
- Plateumaris